# Brodavis
Brodavis es un género de aves que vivieron en el Cretácico tardío. Sus fósiles se han encontrado en América y Asia.
La especie tipo, B. americanus, se conoce por el holotipo, un metatarso izquierdo, RSM P 2315.1 encontrado en la Formación Frenchman (Maastrichtiense), en Canadá. B. baileyi se conoce por el holotipo, un metatarso izquierdo, UNSM 50665, encontrado en la Formación Hell Creek (Maastrichtiense), en Dakota del Sur, USA. B. mongoliensis se conoce por el holotipo, un metatarso izquierdo, PIN 4491-8, encontrado en la Formación Nemegt, en Mongolia. "Baptornis" varneri podría ser una cuarta especie de Brodavis o estar en otro género próximo.